# Groot-Londen
Groot-Londen (Engels: Greater London) is een van de negen regio's van Engeland, gelegen rondom Londen, de hoofdstad van Engeland en het Verenigd Koninkrijk. Het bestuur van Groot-Londen vormt het hoogste regionale bestuursniveau in de Londense agglomeratie, ook wel aangeduid als Metropoolregio Londen.

## Definities
Het bestuurlijke gebied van Groot-Londen wordt gevormd door de City of London enerzijds, en 32 boroughs anderzijds.
De status van Groot-Londen is ongewoon. Het is een van de negen officiële regio's, maar tegelijkertijd geclassificeerd als een ceremonial county; dit zonder de City of London, die op zichzelf een ceremonial county vormt en een uniek statuut heeft dat teruggaat tot de 12e eeuw.
Met de term "London" wordt gewoonlijk Groot-Londen of de hele stedelijke agglomeratie bedoeld, niet slechts de relatief kleine City of London (ook "City" of "Square Mile" genoemd). In strikt wettelijke termen is London geen stad, hoewel Westminster en de City of London dat afzonderlijk wel zijn. In praktische termen is Groot-Londen een stad en wordt het ook algemeen zo aangeduid.
Sinds 2000 wordt de regio Groot-Londen bestuurd door de Greater London Authority (GLA), en heeft (sinds 2000) een direct gekozen burgemeester, die gecontroleerd wordt door een gekozen gemeenteraad. Het hoofdkantoor van de GLA is gevestigd in City Hall in Southwark. Sinds 2016 is Sadiq Khan van de Labour Party de burgemeester van Londen.  Ken Livingstone werd in 2000 gekozen als eerste burgemeester van Londen. In 2008 werd hij opgevolgd door Boris Johnson.
Groot-Londen beslaat een oppervlakte van 1572 km² en had in 2014 een geschatte bevolking van 8.546.761, waaruit blijkt dat de naoorlogse daling definitief gestopt is en het aantal inwoners uit 1939 bijna geëvenaard is.
Het hoogste punt in het gebied is Westerham Heights tussen Westerham en Biggin Hill in de North Downs, 245 meter hoog.

## Geschiedenis
Groot-Londen werd formeel opgericht op 1 april 1965, als opvolger van de vroegere graafschappen Middlesex en London. Daaraan werden toegevoegd de City of London en delen van de graafschappen Kent, Hertfordshire, Surrey, en Essex. Groot-Londen grenst aan de zogenaamde Home Counties: Essex, Hertfordshire, Buckinghamshire, Berkshire, Surrey, en Kent.
De bevolking in het huidige gebied van Groot-Londen steeg van ongeveer 1,1 miljoen in 1801 (toen leefden er nog maar 0,85 miljoen mensen in het stedelijke gebied van Londen, en 0,25 miljoen in dorpen en plaatsjes die nog geen deel uitmaakten van Londen) tot een geschatte 8,6 miljoen in 1939, maar verminderde tot 6,8 miljoen rond 1980, totdat het weer begon te groeien in het begin van de jaren tachtig.

### Bevolkingsontwikkeling sinds 1891
De cijfers hieronder hebben betrekking op het gebied van Groot-Londen zoals het in 2001 was. Cijfers vóór 1971 zijn gereconstrueerd door het Nationaal Instituut voor Statistiek gebaseerd op vroegere volkstellingen binnen het gebied van 2001. Cijfers vanaf 1981 zijn gemiddelden, die accurater zijn dan de volkstellingen.
| Jaar | Bevolkingsaantal |
| ---- | ---------------- |
| 1891 | 5.572.012        |
| 1901 | 6.506.954        |
| 1911 | 7.160.525        |
| 1921 | 7.386.848        |
| 1931 | 8.110.480        |
| 1939 | 8.615.245        |
| 1951 | 8.196.978        |
| 1961 | 7.992.616        |
| 1971 | 7.452.520        |
| 1981 | 6.805.000        |
| 1991 | 6.829.300        |
| 2001 | 7.322.005        |
| 2011 | 8.173.900        |

## Alfabetische lijst
| Nr | ONS-code  | London borough         | Inner or Outer London | Region of England |
| -- | --------- | ---------------------- | --------------------- | ----------------- |
| 25 | E09000002 | Barking and Dagenham   | Outer London          | London            |
| 31 | E09000003 | Barnet                 | Outer London          | London            |
| 23 | E09000004 | Bexley                 | Outer London          | London            |
| 12 | E09000005 | Brent                  | Outer London          | London            |
| 20 | E09000006 | Bromley                | Outer London          | London            |
| 11 | E09000007 | Camden                 | Inner London          | London            |
| 1  | E09000001 | City of London         | Inner London          | London            |
| 19 | E09000008 | Croydon                | Outer London          | London            |
| 13 | E09000009 | Ealing                 | Outer London          | London            |
| 30 | E09000010 | Enfield                | Outer London          | London            |
| 22 | E09000011 | Greenwich              | Inner London          | London            |
| 9  | E09000012 | Hackney                | Inner London          | London            |
| 4  | E09000013 | Hammersmith and Fulham | Inner London          | London            |
| 29 | E09000014 | Haringey               | Outer London          | London            |
| 32 | E09000015 | Harrow                 | Outer London          | London            |
| 24 | E09000016 | Havering               | Outer London          | London            |
| 33 | E09000017 | Hillingdon             | Outer London          | London            |
| 14 | E09000018 | Hounslow               | Outer London          | London            |
| 10 | E09000019 | Islington              | Inner London          | London            |
| 3  | E09000020 | Kensington and Chelsea | Inner London          | London            |
| 16 | E09000021 | Kingston upon Thames   | Outer London          | London            |
| 6  | E09000022 | Lambeth                | Inner London          | London            |
| 21 | E09000023 | Lewisham               | Inner London          | London            |
| 17 | E09000024 | Merton                 | Outer London          | London            |
| 27 | E09000025 | Newham                 | Outer London          | London            |
| 26 | E09000026 | Redbridge              | Outer London          | London            |
| 15 | E09000027 | Richmond upon Thames   | Outer London          | London            |
| 7  | E09000028 | Southwark              | Inner London          | London            |
| 18 | E09000029 | Sutton                 | Outer London          | London            |
| 8  | E09000030 | Tower Hamlets          | Inner London          | London            |
| 28 | E09000031 | Waltham Forest         | Outer London          | London            |
| 5  | E09000032 | Wandsworth             | Inner London          | London            |
| 2  | E09000033 | Westminster            | Inner London          | London            |